# 盧佳慧

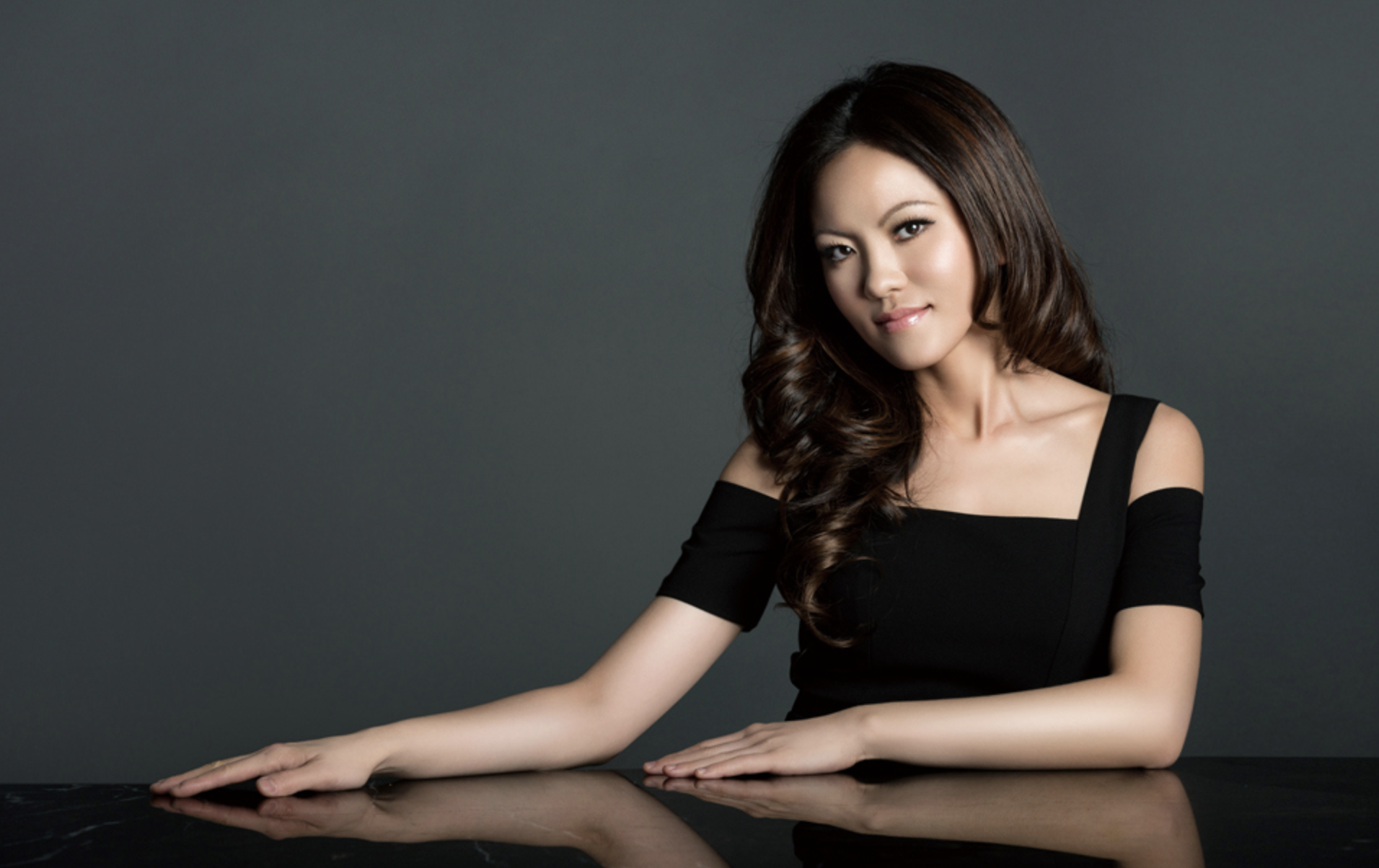
攝於2020年

盧佳慧（1976年—），臺灣鋼琴家。

## 生平

### 早年
盧佳慧生於新北市三芝區，先後隨母親陳郁秀教授、諸大明教授學習鋼琴。國高中就讀於國立臺灣師範大學附屬高級中學音樂班，並徵試保送台北藝術大學。1994年秋，赴紐約就讀於曼哈顿音乐学院，師事於所羅門·米高斯基（Solomon Mikowsky）和歐薩娜·雅布隆斯卡亞，1997年畢業並繼續攻讀碩士學位。盧佳慧曾在紐約卡内基音乐厅的魏爾独奏廳，及林肯中心的愛麗絲塔利音樂廳舉行獨奏會。
除學校教育外，1996年起盧佳慧於奇吉亞納音樂學院續與鋼琴家米凯莱·坎帕内拉學習；1997年參加Vasto音樂節與马尔切洛·克鲁代利（Marcello Crudeli）學習；1998年參加Aspen音乐节；1998年參加台灣第一屆國際達克羅士音樂節奏研會（Dalcroze Eurhythmics）；2000年於International Piano Festival分別與Jesùs Angael Riodriguez、塞西略·铁莱斯、拉姆齐·亚萨、列夫·拉法伊洛维奇和塞尔焦·佩尔蒂卡罗利學習。

### 職業生涯
盧佳慧曾任教於古亭及敦化國小音樂班，和實踐大學音樂系。現任教於台灣藝術大學音樂系副教授、國立臺灣師範大學附屬高級中學音樂班，並擔任白鷺鷥基金會董事長。
除鋼琴演奏外，盧佳慧还进行跨界表演製作、主持、寫作出書、發表樂評、訪問資深國際知名音樂家、發表個人作品等。
合作對象
國家交響樂團、國立臺灣交響樂團、臺北市立交響樂團、湖南交響樂團、樂興之時管弦樂團、台北世紀交響樂團、臺北愛樂青年管弦樂團、臺灣藝術大學管弦樂團等團體。

## 作品

### 首演
- 金希文第一號鋼琴協奏曲，與指揮家根特·赫比希和國家交響樂團合作
- 陳建台《淡水》鋼琴協奏曲，與國立臺灣交響樂團合作
- 金希文三協奏曲，與國家交響樂團合作
- 楊嵐茵（Lan－In Winnie Yang）第一號鋼琴協奏曲
- 賴德和《春水》鋼琴三重奏
- 馬水龍《白鷺鷥的願望》鋼琴五重奏

### 著作
- 《音樂不一樣－怦然心動》，东大图书公司，2002，ISBN 9789571926049
- 《鄧昌國－士子心音樂情》（台灣音樂館資深音樂家叢書），2003，ISBN 9789570130973

### 專輯
- 《舞·魅·琴》，滚石唱片，2013[6]
- 《夢鍵愛琴》，滚石唱片，2016[7]

### 廣播主持
- Kiss Radio
- 淡水河廣播電臺

### 音樂設計和新媒體跨界製作
- 2015年，擔任即時互動多媒體劇場《路》之音樂設計總監。[8]
- 2016年，擔任如果兒童劇團《小米與蝶魚的奇幻旅程》之音樂設計總監。[9]
- 2016年，擔任多媒體藝術表演《夢鍵愛琴》之藝術總監及製作人，採畫家江賢二畫作的3D動畫創作搭配現場鋼琴獨奏。[10]
- 2017年，擔任《水織火》之藝術總監及製作人，與詩人藍麗娟合作，揉合西方的古典音樂與東方的新詩。[11][12]
- 2019年，擔任台北國際藝術博覽會Art Taipei《印象台灣》之策展人，並製作“XR”新媒體表演藝術作品《迷》。[13]
- 2020年，擔任台北國際藝術博覽會Art Taipei《登峰造極》之開幕表演，並製作新媒體表演藝術作品《蝴蝶蘭》。[14]
- 2021年，擔任C-Lab聲響藝術節《Diversonics》之開幕表演，新媒體表演藝術作品《蝴蝶蘭》。{https://artemperor.tw/focus/4430}%5B%5D

## 獲獎與榮譽
- 1987年 榮獲 臺北市七十六學年度音樂比賽鋼琴獨奏第一名[來源請求]
- 1990年 榮獲 臺北市七十八學年度音樂比賽南區少年組鋼琴獨奏第三名[來源請求]
- 1991年 榮獲 臺北市八十學年度音樂比賽南區青少年組鋼琴獨奏第二名[來源請求]
- 2000年 榮獲 Artist International’s Annual Young Artists Award[來源請求]
- 2002年 榮獲 Artist International’s 30th Anniversary Outstanding Alumni Winners Award [15]
- 2021年 榮獲 多倫多女性電影節最佳作曲家獎 [16]
- 2021年 榮獲 New York Film Awards 動畫獎、最佳歌曲獎、最佳音樂錄影帶獎 [17]
- 2021年 榮獲 Los Angeles Film Awards 聲音設計榮譽獎 [18]
- 2021年 榮獲 DNA Paris 設計比賽互動獎、多彩獎、兩個榮譽獎 [19] [20]
- 2021年 榮獲 美國 MUSE Creative Awards 互動設計獎、展覽活動設計獎、概念設計獎、媒體與音樂設計獎 [21] [22] [23]
- 2021年 榮獲 德國標誌性創新建築獎傳達類 Iconic Award  [24]
- 2021年 美術電影節 官方入選 [25][來源可靠？]
- 2021年 聖路易斯國際電影節 官方入選 [26]
- 2022, 柏林短片電影節 官方入選[來源請求]
- 2022年 榮獲 International Design Awards 三個榮譽獎 [27] [28] [29]
- 2021年 榮獲 London International Creative Competition 優選獎 [30]
- 2022年 榮獲 German Design Award 優勝獎  [31]
- 2022年 榮獲 New York Independent Cinema Awards 最佳作曲家 [32]
- 2022年 榮獲 New York International Film Awards 最佳歌曲＆評審團獎 [33]
- 2022年 榮獲 Oniros Film Awards 最佳藝術導演 [33]
- 2022年 榮獲 Vegas Shorts Awards 最佳作曲家 [34]
- 2022年 榮獲 Top Shorts Awards 榮譽獎 [35]
- 2022年 榮獲 Global Film Festival Awards 最佳紀錄片、最佳音樂設計 [36]
- 2022年 榮獲 Festigious International Film Festival 紀錄短片榮譽獎 [37]
- 2022年 榮獲 Chicago Indie Film Awards 最佳作曲家 [38]
- 2022年 榮獲 義大利 A’design Award 表演藝術設計獎 [39]

## 個人生活

### 家庭
盧佳慧的父親盧修一為已故立法委員，母親陳郁秀為台灣公共廣播電視集團董事長，外公陳慧坤為畫家。

## 外部連結
- 官方网站 （页面存档备份，存于）
- YouTube上的盧佳慧頻道